# 야키카레

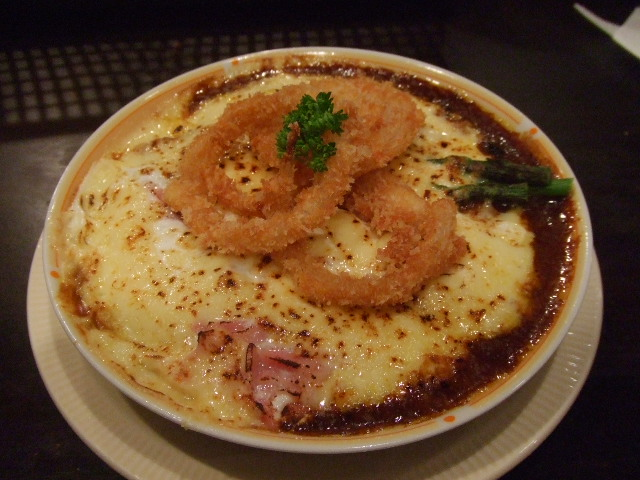
야키카레의 예. 모지코 레트로의 고가네무시(こがねむし)의 메뉴이다.

야키카레(일본어: 焼きカレー)는 쌀밥 위에 카레 소스와 치즈 등을 얹어 오븐에 구운 카레라이스의 일종이다. 야키카레의 시작은 1955년대의 후쿠오카현 기타큐슈시 모지코 사카에마치긴텐가이에 있었던 야마다야(틀:Lan)라는 일식당이다.